# Nazionale maschile di hockey su ghiaccio della Grecia
La nazionale di hockey su ghiaccio maschile della Grecia (in greco: εθνική ομάδα χόκεϊ επί πάγου ανδρών της Ελλάδας) è controllata dalla Federazione di hockey su ghiaccio della Grecia, la federazione greca di hockey su ghiaccio, ed è la selezione che rappresenta la Grecia nelle competizioni internazionali di questo sport.
Nel corso della sua storia ha partecipato per 12 volte al Campionato mondiale di hockey su ghiaccio, raggiungendo come miglior piazzamento il 29º posto nell'edizione 1992.